# Pierre Jaccoud
Pierre Jaccoud (Genève, 24 november 1905 - 4 juli 1996) was een Zwitserse advocaat en politicus voor de Vrijzinnig-Democratische Partij uit het kanton Genève.

## Biografie
Pierre Jaccoud was een bekende advocaat in Genève. Van 1953 tot 1954 was hij stafhouder van de Geneefse balie. Hij vertegenwoordigde onder meer prins Aly Khan tijdens zijn echtscheidingsprocedure van Rita Hayworth en was advocaat van tal van Zwitserse en buitenlandse bedrijven. Ook was hij was lid van de gemeenteraad van Genève en bekleedde vele nevenfuncties. Hij was getrouwd en had twee dochters en een zoon.
Jaccoud was de hoofdverdachte van de moord op Charles Zumbach, een verkoper van landbouwmachines, op 1 mei 1958, omdat hij jaloers zou zijn geweest op diens zoon, die een relatie had aangeknoopt met Jaccouds buitenechtelijke vriendin. Het proces waarbij hij in 1960 schuldig werd bevonden, en tot zeven jaar gevangenisstraf veroordeeld, blijft tot op de dag van vandaag controversieel. Velen zijn van mening dat de veroordeling van Jaccoud berust op een gerechtelijke dwaling.